# Liste des évêques et archevêques d'Ibadan
Liste des évêques et archevêques d'Ibadan
(Archidioecesis Ibadanensis)
La préfecture apostolique nigériane d'Ibadan a été créée le 13 mars 1952 par détachement de l'archidiocèse de Lagos.
Elle est érigée en évêché d'Ibadan le 28 avril 1958, puis en archevêché le 26 mars 1994.

## Est d'abord préfet apostolique
- 13 mars 1953-28 avril 1958 : Richard Finn

## Puis sont évêques
- 28 avril 1958-3 juillet 1974 : Richard Finn, promu évêque.
- 5 octobre 1974-26 mars 1994 : Félix Job (Félix Alaba Adeosin Job)

## Enfin, sont archevêques
- 26 mars 1994-29 octobre 2013 : Félix Job (Félix Alaba Adeosin Job), promu archevêque.

## Sources
- L'ANNUAIRE PONTIFICAL, sur le site http://www.catholic-hierarchy.org, à la page